# Steatocranus tinanti
Steatocranus tinanti är en fiskart som först beskrevs av Poll, 1939.  Steatocranus tinanti ingår i släktet Steatocranus och familjen Cichlidae. IUCN kategoriserar arten globalt som livskraftig. Inga underarter finns listade i Catalogue of Life.